# Anita Cantieri
Anita Cantieri (ur. 30 marca 1910 w Arancio, niedaleko Lukki, zm. 24 sierpnia 1942 roku) – włoska karmelitanka, służebnica Boża.
Rodzicami Anity byli Davino i Annunziata – skromni rolnicy; mieli 12 dzieci. W dniu 3 kwietnia została ochrzczona, bierzmowanie przyjęła 3 października 1915 roku, a 7 maja 1916 roku Pierwszą Komunię Św. W wieku dwunastu lat postanowiła oddać się całkowicie Bogu, czując powołanie zakonne. 24 maja 1930 wstąpiła do zakonu Sióstr Karmelitanek św. Teresy od Krzyża we Florencji.
Po 15 miesiącach służby, opuściła klasztor w sierpniu 1931 roku, ponieważ podupadała na zdrowiu. Lekarz zdiagnozował u niej gorączkę maltańską, Kilka lat później, 1 lipca 1935 roku, została przyjęta do Trzeciego Zakonu Karmelitanek, gdzie przyjęła imię Teresa od Dzieciątka Jezus.  Na ostatnie 8 lat swojego życia nowotwór przykuł ją do łóżka. Mimo tego, do końca była aktywna w swojej parafii. Zmarła w dniu, w którym obchodzone jest święto św. Bartłomieja Apostoła, patrona jej parafii, dzień po otrzymaniu ostatniego namaszczenia i wiatyku, w wieku 32 lat.
W 1977 roku rozpoczął się proces beatyfikacji Anity Cantieri, a 21 grudnia 1991 roku został zatwierdzony dekret o heroiczności jej cnót.